# Europa Nostra
Europa Nostra, és la federació paneuropea per al patrimoni europeu, representa un moviment amb un creixement ràpid de ciutadans per a la salvaguarda del patrimoni cultural i natural d'Europa. És la veu d'aquest moviment cap a les organitzacions internacionals interessades, en particular la Unió Europea, el Consell d'Europa i la UNESCO. És reconeguda com una ONG associada a la UNESCO, amb un estatut consultiu.
La xarxa paneuropea d'Europa Nostra cobreix més de 50 països i està composta per més de 250 organitzacions membres –associacions i fundacions del patrimoni compta amb més de 5 milions de membres–, 150 organitzacions associades –cossos governamentals, autoritats i empreses locals– i també 1500 membres individuals que suporten directament la missió d'Europa Nostra.
El principal objectiu d'Europa Nostra és de posar el patrimoni i els seus avantatges al primer pla de la consciència pública i de fer del patrimoni un objectiu prioritari per als poders públics, a nivells nacional i europeu. Els seus objectius específics són de promocionar, a un nivell europeu, alts estendards de qualitat en els camps de conservació del patrimoni, d'arquitectura, de planificació urbana i rural, i de promoure un desenvolupament equilibrat i sostenible del medi ambient urbà i rural, construït i natural. Europa Nostra cerca també de destacar la importància del patrimoni cultural com a fundació de la identitat europea i com a contribució al reforç del sentiment de ciutadania europea.
Va ser creada el 1963 sota la iniciativa d'Itàlia Nostra, com una resposta a la greu amenaça de supervivència de Venècia, causada per les regulars inundacions. El 1991 es va fusionar amb l'Internationales Burgen Institut (l'Institut Internacional de Castells), que va ser creat el 1949.
Europa Nostra està presidida per l'internacionalment famós cantant d'òpera, Mestre Plácido Domingo (Espanya), i el seu President Executiu és Denis de Kergorlay (França). Han estat previs presidents SAR la Infanta Pilar de Borbó i Borbó (Espanya] (2007-2009), SAR el Príncep Consort de Dinamarca (1990-2007) i Hans de Koster dels Països Baixos (1984-1990).
Les seves activitats són coordinades per una Secretaria Internacional amb seu a la Haia (Països Baixos) dirigida per la Secretària General d'Europa Nostra, Sneška Quaedvlieg-Mihailoović; (Països Baixos/Sèrbia). A diversos països, la Secretaria Internacional és assistida en els seus treballs per representacions locals.
Les principals activitats d'Europa Nostra són: 
1. D'actuar exercint pressió per al patrimoni cultural a Europa;
2. De celebrar i promoure l'excel·lència a través dels Premis de la Unió Europea pel Patrimoni Cultura /Guardó Europa Nostra;
3. De salvar els monuments històrics, llocs i paisatges culturals d'Europa en perill, i
4. D'animar una xarxa d'actors del patrimoni cultural a Europa.

## Pressió per al Patrimoni Cultural
Actuant com un real grup de pressió per al patrimoni cultural europeu, Europa Nostra cerca assegurar l'adequat suport per al patrimoni cultural a diverses àrees de la política i del finançament europeu. Advoca aleshores per la necessitat de tenir en compte dels problemes del patrimoni cultural en el moment de redactar i d'aplicar tota política nacional i europea que tingui un impacte directe o indirecte- sobre el patrimoni. Europa Nostra cerca també destacar la importància i el caràcter específic del patrimoni cultural a l'àmplia agenda política i cultural de socis internacionals importants: concretament la Unió Europea, el Consell d'Europa i la UNESCO.
Durant el Congrés del Patrimoni Europeu celebrat en Amsterdam (juny de 2012), Europa Nostra i 27 d'altres organitzacions i xarxes internacionals i europees, actives a l'ampli camp del patrimoni cultural, van decidir establir l'Aliança del Patrimoni Europeu 3.3.
El març de 2010, ha obert una Oficina d'Enllaç en Brussel·les, la tasca de la qual és de coordinar les activitats de pressió d'Europa Nostra cap a les institucions de la UE i d'altres cossos europeus i internacionals amb seu en Brussel·les, Estrasburg i París.

## Premis de la Unió Europea de Patrimoni Cultural / Premis Europa Nostra
Els Premis de la Unió Europea de Patrimoni Cultural / Premis Europa Nostra celebren l'excel·lència en la conservació del patrimoni cultural, des de la restauració d'edificis i la seva adaptació per a nous usos, fins a la rehabilitació de paisatges rurals i urbans, la interpretació de jaciments arqueològics i l'atenció per a les col·leccions d'art. Destaca la recerca, el dedicat servei pel patrimoni cultural d'individuals i organitzacions, i els projectes educatius relacionats amb el patrimoni cultural.
Els premis són suportats per la Comissió Europea en el quadre del Programa Cultural de la UE Són organitzats per Europa Nostra des de 2002.
Aquest sistema de premis cerca promocionar alts estendards i habilitats d'alta qualitat a la pràctica de la conservació, i d'estimular els intercanvis transfronterers a l'àrea del patrimoni. Difonent el "Poder de l'Exemple", els premis també cerquen a promoure més esforços i projectes relacionats amb el patrimoni a través d'Europa.
És el soci principal de "The Best in Heritage", una presentació anual de museus, patrimonis i projectes de conservació premiades, que se celebra a la segona part de setembre a la ciutat del patrimoni mundial de Dubrovnik (Croàcia).